# Станіслав Остроруг
Станіслав Остроруг гербу гербу Наленч (пол. Stanisław Ostroróg; д/н — 1518/1519) — державний діяч, дипломат Польського королівства.

## Життєпис
Походив з польського магнатського роду Остророгів. Другий син Яна Остроруга, познанського воєводи, і княгині Олени Рациборської. Дата народження невідома. Перші відомості про Станіслава відносяться до 1488 року, коли його стрийня Катерина Рациборська заповіла половину села Туростово. 1493 року разом з братом Вацлавом почав навчатися у Віденському університеті. Потім перейшов до Болонського університету, де вивчав риторику під проводом відомого письменника Філіппо Бероальдо.
1494 року отримав частину спадку своєї бабки Беати Бистрицької. Невдовзі повернувся до Польщі. 1496 року на видеркаф викупив в Янна Ходецького місто Ходеч з прилеглими селами Квілен, Брудзевек, Янково, Рихнов-над-Просною.
1501 року після смерті батька разом з братом Вацлавом почав ділити родинні маєтності, через що виникли суперечки. Тривалий час вимушений був боротися у судах. 1506 року був делегатом елекційному сейму, де підписав обрання королем Сигізмунда I. 1511 року остаточно став власником Ходеча. Того ж року стає дворянином королівським. 1512 року призначено каштеляном каліським. Представляв каліське воєводство на сейму в Пйотрокуві.
1513 році брав участь у великому польському посольстві на чолі із примасом Яном Лаським на П'ятий Латеранський собор. Тут виступив з ідеєю антиосманської коаліції, пробував отримати військову та фінансову допомогу для боротьби з татарами і турками. був присутній в Римі при обранні папи римського Льва X. Під час повернення до Польщі в Венеції отримав звістку про надання йому королем титулу «eques auratus» (лицаря з золотою шпорою). 1514 року, після повернення до Польщі, отримав низку сіл. 1515 року королівський арбітр допоміг Станіславу поділити з братом спадщину.
1517 року брав участь в польській делегації, що займалася посередництвом між мазовецькою регентшею Ганною Радзивілл та її синами. після цього разом з архієпископом краківським Яном Конарським вирушив до Відня задля завершення перемовин щодо влаштування шлюбу між королем Польщі та Боною Сфорца. У квітні 1518 року остання прибула до Кракова. Невдовзі Станіслав Остророг брав участь в королівському весіллі. Помер до 25 липня 1519 року. Оскільки не був одружений та не мав нащадків, усе його майно успадкував старший брат Вацлав.